# The Element of Freedom
Albums de Alicia Keys
As I Am
(2007) Girl on Fire
(2012)
Singles
The Element of Freedom est le quatrième album studio de la chanteuse américaine Alicia Keys, également auteur-compositeur-interprète sorti le 11 décembre 2009. La production et la réalisation de l'album ont été réalisées par Alicia Keys, Jeff Bhasker, Swizz Beatz, Noah « 40 » Shebib, et Kerry « Krucial » Brothers.
L'album a débuté numéro 2 au Billboard 200 américain, avec 417 000 copies durant la première semaine. C'est la première fois, depuis le début de sa carrière, qu'Alicia Keys a un album qui ne débute pas numéro 1 aux États-Unis et, paradoxalement, c'est aussi la première fois que la chanteuse a un album qui débute numéro 1 en Grande-Bretagne. The Element of Freedom a aussi débuté avec trois singles qui se sont successivement « imposés » dans les charts. L'album a été certifié disque de platine aux États-Unis et au Royaume-Uni. Malgré les critiques très différentes sur la direction musicale d'Alicia Keys et de son écriture, l'album a reçu, d'une manière générale, des revues positives.

## Historique
Après avoir enregistré son 3e album studio (As I Am, Alicia Keys déclare : « trouver la manière pour être totalement moi-même et en connaître la signification, savoir quels choix je souhaiterais faire ou pas dans le but de m’honorer ».
Elle décrit The Element of Freedom comme « une zone libérée, diverse… », mais nota qu’il y a « une balance ». Pour le thème de l’album, elle explique qu’une « partie de l’album est forte et que l’autre partie est vulnérable… l’album a une puissante et énergique sensation, mais il est aussi intime, vulnérable et fragile ».
Lors d’une interview télévisée avec le BET’s 106 & Park, elle ajouta, pour la description de l’album, que : « la manière dont les chansons s’enchaînent vous entraîne dans une haute altitude. Je veux juste que vous sentiez le sens de la liberté, je veux que vous vous sentiez libéré de la cage, inspirés… Vous allez sans aucun doute être pris dans un voyage… Je sais que vous allez entendre des sons que vous ne pensiez pas de moi. Mais c’est un voyage ».
Keys a aussi révélé au magazine Américain The Times qu’au moment de l’enregistrement de l’album, elle écoutait la musique des chanteurs comme Genesis, Tears for Fears, Fleetwood Mac & The Police. Par ailleurs, lors d’une interview avec le magazine Américain Billboard, Alicia a précisé qu’elle « a éliminé toutes les barrières et limitations pour que l’on sente la liberté et l’exprimer de toutes les manières possibles que l’on peut… ».
L’album devait normalement sortir le 1er décembre 2009, en correspondance avec la Journée mondiale de lutte contre le SIDA, mais la date de sortie a été repoussée jusqu’en mi-décembre pour des enregistrements supplémentaires,. D’après le vice-président du service marketing de J Records, Alicia Keys avait « encore quelques titres a ajouter, et elle veut que les choses soient parfaites […], alors nous lui avons donné le temps supplémentaire dont elle a besoin ». Keys a pointé du doigt le fait qu’elle sentait la sortie de l’album en précipitation pour aucune raison…. Lors d’une interview avec le journal quotidien écossais the Scotsman, Alicia Keys souligna le fait que c’est « injuste de précipiter la sortie de l’album, et ne pas lui permettre d’avoir les meilleures chansons. C’était juste pour deux semaines de différence, mais ce report de sortie a permis un meilleur enregistrement ».

## Enregistrement
Alicia Keys a commencé à travailler sur l'album en mai 2009. Pendant ce temps, elle et son ingénieur de son ont acheté plusieurs claviers de vintage, décrivant le Moog comme son «meilleur ami spécial». L'enregistrement a eu lieu au Oven Stuio à Long Island, New York et a été effectué entre août et septembre 2009, et a, par la suite, été produit par Kerry "Krucial" Brothers, Jeff Bhasker, Noah "40" Shebib et Swizz Beatz. Keys a exprimé qu'elle : « ne savait pas exactement quoi faire quand elle a commencé à travailler sur l'album, mais savait qu’elle devait le faire ». Après avoir mûrement réfléchi, Keys déclare que la liberté sera le thème de son prochain album ; elle a expliqué que l'album s'inspire de la dépression qu’elle dû confronter. Elle poursuit en disant : « J'ai trouvé plus de liberté. Avant, je pensais que je ne pouvais montrer que le côté fort de moi. Maintenant, il y a un mélange de force et délicatesse. Un nouveau son, une nouvelle émotion. Cela me correspond parfaitement en ce moment ».
Keys explique aussi qu’elle « adore la mélodie de l’album, tout en soulignant sa zone libre ». MTV News a annoncé qu’Alicia Keys et le rappeur Jay-Z ont enregistré Empire State of Mind Part 2, une deuxième version de Empire State of Mind, extrait de l’album de Jay-Z The Blueprint 3, mais que Jay-Z ne figurerait pas dans la 2e version. En mi-novembre 2009, Kerry Brothers a révélé via Twitter que le rappeur canadien Drake sera présenté sur l'album. Keys a déclaré que grâce au report de la date de sortie initiale de l’album, elle a pu enregistrer How It Feels to Fly, ainsi que travailler avec les chanteurs Drake et Beyoncé Knowles,.

## Marketing et promotion
En septembre 2009, au lendemain de la cérémonie de MTV Video Music Awards 2009, Keys a posté l'audio du single, Doesn’t Mean Anything, à son profil sur YouTube. La chanson est sortie sur iTunes le 22 septembre 2009. En octobre, elle l’a chanté en direct dans l’émission télévisée de Regis et Kelly .
Le titre Doesn’t Mean Anything s’est placé au n° 60 sur le Billboard Hot 100 et au n° 14 sur le Hot 100 R&B/Hip-Hop Songs,.
Le 21 octobre 2009, Keys a réalisé une série de chansons à l'université de New York, un concert gratuit pour les étudiants de la faculté des arts (Tisch School of Art). Parmi les chansons qu'elle a chanté sur scène, figurait le second single de l’album Try Sleeping with a Broken Heart.
Keys a effectué un medley de Empire State of Mind, Doesn’t Mean Anything et No One à l’émission Britannique The X Factor le 29 novembre 2009,. Le 16 décembre 2009, BET's 106 & Park a accueilli une heure spéciale intitulée 106 & Keys, qui sera composé d'un compte à rebours des clips-vidéos de Keys et une performance en direct. Le 1er décembre 2009, Keys a effectué une concert-bénéfice au Nokia Theater de New York, où tous les profits ont été versés à son association Keep a Child Alive. Le concert qui a eu lieu lors de  la Journée mondiale de lutte contre le SIDA, était diffusée en direct via le site de partage de vidéo, YouTube,.
Une semaine avant la sortie de l’album, Keys a mis en ligne une piste audio de l’entier album (via Peer to Peer, Spotify et Facebook) pour permettre à ses fans d’avoir un aperçu. Alicia Keys est ainsi devenue la 1re artiste majeure de l’histoire de Facebook à réaliser cette application,. Le Billboard Live.com travaille avec Keys pour mettre en valeur sa nouvelle technologie qui permet aux fans de regarder les concerts gratuits diffusés en HD via iPhone ou iPod Touch.[réf. nécessaire]
Le concert dénommé Alicia Keys & Friends a eu lieu le 7 janvier 2010, à l'Apollo Theater à New York. En plus de ses performances, Keys a présenté de nouveaux artistes qui ont également chanté lors de l'événement,. Alicia Keys a également chanté sur la scène de Saturday Night Live le 9 janvier, suivie d'un concert sur AOL Sessions première Musique le 14 janvier. Le Jour de la Saint-Valentin, Keys est montée sur scène aux côtés des chanteurs Shakira et Usher, au NBA All-Star Game 2010 au cours de la mi-temps. Lors de sa session, Keys a effectué un Medley avec No One (As I Am), Empire State of Mind et Try Sleeping With a Broken Heart.
Keys a également soutenu l’album lors de sa tournée mondiale (The Freedom Tour) qui a eu lieu de mars en juin 2010 ; mais aussi lors du concert de Fifa World Cup Kick Off (10 juin 2010) et enfin en juillet 2010 à l'Essence Music Festival,. Selon Alicia, l'album peut être ré-éditionné.

## Réception et critique

### Réception et vente
The Element of Freedom fait ses débuts au numéro deux sur le  Billboard 200, en vendant 417 000 copies dès sa première semaine. Il est devenu le premier album d’Alicia Keys à ne pas débuter n°1 sur ce chart. 
L’album a été certifié double disque de platine par le Recording Industry Association of America et est entré dans les charts Britanniques à la 17e place le 20 décembre 2009 avant de devenir n°1 le 7 février 2010 durant 13 semaines consécutives. Ce qui en fait le 1er album de Keys à avoir jamais un tel succès en Grande-Bretagne,.  
L’album est aussi devenu n°1 en Suisse où il a été certifié disque de platine,. Enfin, dans plusieurs pays comme le Canada, l’album a aussi été certifié disque de platine.

### Critique
Dès sa sortie, The Element of Freedom a généralement reçu des critiques positives de la plupart des critiques musicaux. 
Le site web des revues musicaux, Metacritic, lui attribue une note favorable de 66/100, tout en applaudissant la remarquable transition de la musique de Keys qui est passée des années 1970 aux années 1980-90. Keys a aussi reçu quelques comparaisons avec le chanteur Prince,.
Stephen Thomas Erlewine d'AllMusic a toujours souligné « l’évidente » influence de Prince sur Keys, et il a décrit l'album comme « propre », inspiré de la pop de Prince, tout en soulignant l’incorporation de la base musicale (neo soul) de Keys dans l’album, mais aussi du Pop rock, R'n'B, Adult- alternative.
The Star-Ledger de Jay Lustig a salué l'album comme une Musique classique instantanée et l’a décrit comme « une très belle œuvre-d’art de la collection de la musique Pop/R&B que j’ai jamais entendu depuis bien longtemps ».
Le magazine Houston Chronicle a noté que la technique de production « fait tout pour vous faire sentir un air familier, mais parvient toujours à vous faire sentir un son tout à fait nouveau… ». Le magazine décrit aussi les chansons comme « une forte et profonde déclaration de l’âme ».
Andrew Burgess de MusicOMH donne à The Element of Freedom 3 ½ étoiles sur 5 et souligne que la production « est un contrepoint parfait à la voix de Keys, et le sentiment qu'elle essaie de transmettre », tout en notant que c'est l'un des « meilleurs albums pop de 2009 ».
Mike Ragogna de The Huffington Post a écrit que « Keys est devenue plus mature, à la fois vocalement et en tant que jeune femme forte ». Ragogna note ensuite que « l'album n'a pas vraiment été travaillé, la chanteuse et/ou la pianiste est très éloignée de là où elle s’était déjà établie sur les versions précédentes de ses 1er albums », tout en indiquant « que l’album s’adapte mieux à l’organisme de travail de deux de ses trois albums précédents ».
Le magazine Toronto Star  lui a donné 3 ½ étoiles sur 4 et félicita Keys pour sa musicalité, appelant l'album « une âme-pop mitigée » et « intense, passionnée ».
Toutefois, d'autres critiques ont exprimé une réaction mitigée des sons et des compositions, mais aussi de la visualisation de l'album qu’ils considèrent comme « pas assez risquée » ou qui « n'a pas assez de bordure ».
Le magazine The Independent, tout en donnant à l’album une note de 3/5, a estimé que les chansons « sont décevantes, anodins et ne se distinguent pas », et poursuit en notant que « Alicia Keys est une frustrante chose : un renversant talent qui est trop heureuse pour donner au monde plus que ce qu’il a déjà en sur-abondance ».
Matthew Cole, de Slant Magazine, bien qu’applaudissant haut la main ce nouvel album, lui a donné 2,5 étoiles sur 5, et a noté « aussi intelligente et avisée, un auteur-compositeur comme Keys doit être en mesure de faire mieux que ça ».
Dans un avis généralement mixtes, Rolling Stone perçoit « la production comme une faiblesse, qui compresse la voix de la chanteuse, ce qui rend le son beaucoup moins identifiable à Keys, en particulier sur les ballades. Même un grand air comme le blues avec l’éclatant "Love Is Blind" peut vous faire sentir une petite faim d'entendre Alicia Keys chanter. »

## Liste des titres
| No  | Titre                                      | Auteur | Producteur(s)              | Durée |
| --- | ------------------------------------------ | --- | -------------------------- | ----- |
| 1.  | The Element of Freedom (Intro)             | |                            | 0:12  |
| 2.  | Love Is Blind                              | Alicia Keys, Jeff Bhasker                                                                                 | Keys, Bhasker              | 3:49  |
| 3.  | Doesn't Mean Anything                      | Keys, Kerry Brothers, Jr.                                                                                 | Keys, Brothers, Jr.        | 4:32  |
| 4.  | Try Sleeping with a Broken Heart           | Bhasker, Keys, Patrick "Plain Pat" Reynolds                                                               | Bhasker                    | 4:09  |
| 5.  | Wait Til You See My Smile                  | Keys, Bhasker, Kasseem Dean                                                                               | Keys, Bhasker              | 4:01  |
| 6.  | That's How Strong My Love Is               | Keys | Keys                       | 4:04  |
| 7.  | Un-Thinkable (I'm Ready)                   | Keys, Aubrey Graham, Brothers Jr., Noah Shebib                                                            | Keys, Brothers Jr., Shebib | 4:09  |
| 8.  | Love Is My Disease                         | Keys, Brothers Jr., Toby Gad, Meleni Smith                                                                | Keys, Brothers Jr., Gad    | 4:01  |
| 9.  | Like the Sea                               | Keys, Bhasker                                                                                             | Keys, Bhasker              | 4:13  |
| 10. | Put It in a Love Song (featuring Beyoncé)  | Keys, Dean                                                                                                | Keys, Swizz Beatz          | 3:15  |
| 11. | This Bed                                   | Keys, Brothers Jr., Steve Mostyn                                                                          | Keys, Brothers Jr.         | 3:45  |
| 12. | Distance and Time                          | Keys, Brothers Jr., Mostyn                                                                                | Keys, Brothers Jr.         | 4:27  |
| 13. | How It Feels to Fly                        | Keys, Brothers Jr.                                                                                        | Keys, Brothers Jr.         | 4:42  |
| 14. | Empire State of Mind (Part II) Broken Down | Keys, Al Shuckburgh, Shawn Carter, Jane't "Jnay" Sewell-Ulepic, Angela Hunte, Bert Keyes, Sylvia Robinson | Keys, Al Shux              | 3:36  |

| 15. | Stolen Moments (Titre bonus Target/iTunes/Japon) | 4:52 |
| 16. | Heaven's Door (Titre bonus pour le Japon)        | 3:18 |

| 15. | Through It All                       | Keys, Brothers    | 4:28 |
| 16. | Pray for Forgiveness                 | Keys, Linda Perry | 4:44 |
| 17. | Stolen Moments (Target/iTunes/Japon) |                   | 4:52 |
| 18. | Heaven's Door (pour le Japon)        |                   | 3:18 |

| 1. | Doesn't Mean Anything (Version acoustique en studio)                      | 3:55 |
| 2. | Empire State of Mind (Part II) Broken Down (Version acoustique en studio) | 1:59 |
| 3. | Try Sleeping with a Broken Heart (Version acoustique en studio)           | 3:39 |
| 4. | No One (Version acoustique en studio)                                     | 4:09 |
| 5. | Doesn't Mean Anything (Vidéo)                                             | 5:13 |

| 1. | Lover Man                             | 3:17 |
| 2. | Almost There                          | 3:37 |
| 3. | No One (live)                         | 4:00 |
| 4. | Like You'll Never See Me Again (live) | 4:52 |
| 5. | If I Ain't Got You (live)             | 4:44 |
| 6. | Karma (live)                          | 3:14 |
| 7. | Fallin' (live)                        | 3:33 |

## Samples
1. "Like the Sea", Alicia Keys reprend, comme beaucoup de chanteurs contemporains, un thème de musique classique. La première Arabesque - Andantino con moto de Claude Debussy.
2. "Empire State of Mind (Part II) Broken Down" contient une interpollation de la chanson "Love on a Two-Way Street" (du Groupe Anglais "The Moments") écrit par Bert Keyes et Sylvia Robinson.

## Singles
1. Doesn't Mean Anything
2. Try Sleeping With a Broken Heart
3. Empire State of Mind (Part II) Broken Down
4. Put It In a Love Song
5. Un-Thinkable (I'm Ready)
6. Wait Til You Yee My Smile

## Personnel
- Kerry Brothers – producteur exécutif
- Peter Edge – producteur exécutif
- Erwin Gorostiza – directeur artistique
- Jeanine McLean Griffin – management
- Alicia Keys – enregistrement, executive producteur, concept
- Dave Kutch – audio
- Ann Mincieli – coordination
- Conrad Robinson – management
- Jeff Robinson – executive producer, management
- Ashunta Sheriff – Maquillage
- Tippi Shorter – coiffure
- Yu Tsai – photographie
- Wouri Vice – styliste

## Classements
| Classement (2009/2010)        | Meilleure position |
| ----------------------------- | ------------------ |
| Afrique du Sud                | 2                  |
| Allemagne                     | 10                 |
| Argentine                     | 10                 |
| Autriche Albums Chart         | 23                 |
| Australie                     | 19                 |
| Belgique (Flandres)           | 11                 |
| Belgique (Wallonia)           | 17                 |
| Canada                        | 5                  |
| Croatie                       | 13                 |
| Danemark                      | 19                 |
| Pays-Bas                      | 2                  |
| États-Unis Billboard 200      | 2                  |
| États-Unis R&B/Hip-Hop Albums | 1                  |
| Espagne                       | 3                  |
| Top 100 Albums Europe         | 3                  |

| Classement (2009/2010)       | Meilleure position |
| ---------------------------- | ------------------ |
| Finlande                     | 13                 |
| France                       | 13                 |
| Grèce                        | 7                  |
| Irlande                      | 9                  |
| Italie                       | 15                 |
| Japon                        | 9                  |
| Mexique                      | 76                 |
| Nouvelle-Zélande             | 20                 |
| Norvège                      | 8                  |
| Pologne                      | 7                  |
| Portugal                     | 5                  |
| Royaume-Uni(chart Album)     | 1                  |
| Royaume-Uni(chart album R&B) | 1                  |
| Suède                        | 24                 |
| Suisse                       | 1                  |

## Certifications
| Pays                  | Certification | Unités certifiées | Date             |
| --------------------- | ------------- | ----------------- | ---------------- |
| Allemagne (BVMI)      | Or            | 100 000           | 2010             |
| Australie (ARIA)      | Or            | 35 000            | 2010             |
| Canada (Music Canada) | Platine       | 80 000            | 23 décembre 2009 |
| Danemark (IFPI)       | Platine       | 20 000            | 14 mai 2019      |
| Espagne (Promusicae)  | Or            | 30 000            | 2010             |
| États-Unis (RIAA)     | 2 × Platine   | 2 000 000         | 11 août 2020     |
| Italie (FIMI)         | Or            | 30 000            | 2010             |
| Pays-Bas (NVPI)       | Or            | 25 000            | 2010             |
| Pologne (ZPAV)        | Platine       | 20 000            | 13 octobre 2010  |
| Royaume-Uni (BPI)     | 3 × Platine   | 900 000           | 22 juillet 2013  |
| Suisse (IFPI)         | Platine       | 30 000            | 2010             |

## Historique des sorties
| Pays        | Date             | Format                              | Label(s)                 | Catalogue    |
| ----------- | ---------------- | ----------------------------------- | ------------------------ | ------------ |
| Allemagne   | 11 décembre 2009 | Standard edition                    | Sony Music Entertainment | 886976256128 |
| Allemagne   | 11 décembre 2009 | Deluxe edition                      | Sony Music Entertainment | 886976309022 |
| Australie   | 11 décembre 2009 | Standard edition - Digital download | Sony Music Entertainment | 88697465712  |
| Australie   | 11 décembre 2009 | Deluxe edition - CD + DVD           | Sony Music Entertainment | 88697608982  |
| Irlande     | 11 décembre 2009 | Standard edition                    | Sony Music Entertainment | 88697465712  |
| Irlande     | 11 décembre 2009 | Deluxe edition                      | Sony Music Entertainment | 88697608982  |
| Royaume-Uni | 14 décembre 2009 | Standard edition                    | RCA Records              | 88697465712  |
| Royaume-Uni | 14 décembre 2009 | Deluxe edition                      | RCA Records              | 88697608982  |
| États-Unis  | 15 décembre 2009 | Standard edition                    | J Records                | 886974657125 |
| États-Unis  | 15 décembre 2009 | Deluxe edition                      | J Records                | 88697608982  |
| États-Unis  | 15 décembre 2009 | Empire edition                      | J Records                |              |
| États-Unis  | 15 décembre 2009 | Vinyl LP                            | J Records                | 886974657118 |
| Canada      | 15 décembre 2009 | Standard edition                    | Sony Music Entertainment | 88697465712  |
| Canada      | 15 décembre 2009 | Deluxe edition                      | Sony Music Entertainment | 88697608982  |
| Brésil      | 15 décembre 2009 | Standard edition                    | Sony Music Entertainment | 886974657125 |
| Argentine   | 15 décembre 2009 | Standard edition                    | Sony Music Entertainment | 886974657125 |
| Argentine   | 15 décembre 2009 | Deluxe edition                      | Sony Music Entertainment | 886976089825 |
| Japon       | 16 décembre 2009 | Standard edition                    | Sony Music Japan         | SICP2462     |
| Japon       | 1er janvier 2010 | Deluxe edition                      | Sony Music Japan         | SICP2583     |
| Australie   | 8 janvier 2010   | Standard edition - CD               | Sony Music Entertainment | 88697465712  |